# Референдум щодо незалежності Південного Судану

Південний Судан (учасник референдуму 2011).
Округ Аб'єй (планований учасник референдуму 2011).
Південний Курдуфан та Блакитний Ніл (учасники «всенародного опитування»).

Референдум щодо незалежності Південного Судану (англ. Southern Sudanese independence referendum, араб. استفتاء جنوب السودان) — референдум про незалежність Південного Судану від Судану, який відбувся 9—15 січня 2011 року відповідно до Найваської мирної угоди 2005 року між Народною армією визволення Судану та центральним урядом Судану про завершення громадянської війни.
Оскільки 85 % дорослого населення півдня країни не вміють читати та писати, у бюлетенях було використано малюнки. Піднята догори рука означає голос за незалежність Півдня, а рукостискання — за єдиний Судан.
Участь у референдумі взяло понад 80 % зареєстрованих мешканців регіону, а також громадяни Судану у 8 країнах світу. Відразу після закриття дільниць було розпочато підрахунок голосів. Попередні результати референдуму стали відомі у лютому, проте офіційно їх оголосили в середині 2011 року.
На 65-й сесії Генеральної Асамблеї ООН генеральний секретар організації Пан Гімун висловив задоволення перебігом референдуму в Судані.

## Передісторія

Бюлетень для голосування

22 грудня 2009 року парламент Судану схвалив закон, що встановлює правила проведення референдуму 2011 року. Згідно з ним, Південний Судан здобуде незалежність, якщо за неї проголосує 51 % голосуючих за явки не менш як 60 %.
22 липня 2009 року третейський суд у Гаазі вирішив суперечку щодо кордону біля міста Аб'єй у центрі Судану, що виник 2005 року, з настанням перемир'я. Межі міста було відкоректовано, а мешканці отримали право визначити його приналежність до Південного Судану 2011 року.
Крім референдуму в Південному Судані, також повинен бути визначений статус провінцій Південний Курдуфан (Нубійські гори) і Блакитний Ніл. На відміну від Аб'єя, для цих провінцій референдум про входження до складу Південного Судану не передбачено. Відповідно до договору 2005 року, передбачено, що статус цих територій повинен бути визначений «всенародним опитуванням». Проте час і механізм його проведення чітко не визначено.
27 травня 2010 року президент Судану Омар аль-Башир пообіцяв провести в назначений термін (січень 2011 року) референдум щодо самовизначення Південного Судану. У підготовці референдуму взяли активну участь працівники Програми розвитку ООН, за їхнього сприяння було створено понад 3000 центрів реєстрації виборців та навчено близько 8000 працівників таких центрів.
29 грудня 2010 року було повідомлено, що до Хартума і до Джуби (адміністративний центр Південного Судану) доставили понад 4 млн бюлетенів для проведення референдуму. Бланки було надруковано у Великій Британії на виділені міжнародними організаціями кошти.

## Результати
Згідно з офіційними результатами референдуму, майже 99 % учасників голосування (явка становила 97,58 %) висловилися за відокремлення Південного Судану. Країни та міжнародні організації — спостерігачі мирної угоди щодо Судану від 2005 року привітали остаточні результати референдуму, про що повідомили у своїй спільній заяві, поширеній 9 лютого в Брюсселі.
| Так чи ні         | Так чи ні         | Кількість голосів | %        |
| ----------------- | ----------------- | ----------------- | -------- |
| Green tick        | Так               | 3 792 518         | 98,83 %  |
| Ні                | Ні                | 44 888            | 1,17 %   |
| Дійсні бюлетені   | Дійсні бюлетені   | 3 837 406         | 99,62 %  |
| Недійсні бюлетені | Недійсні бюлетені | 14 588            | 0,38 %   |
| Разом             | Разом             | 3 851 994         | 100,00 % |
| Явка              | Явка              |                   | 97,58 %  |
| Джерело           |                   |                   |          |